# 25229 Karenkitt
25229 Karenkitt este o planetă minoră (asteroid), cu un diametru de 3,236 km, din centura de asteroizi. A fost descoperită pe 10 octombrie 1998 la Stația Anderson Mesa de Lowell Observatory Near-Earth-Object Search. 
Obiectul prezintă o orbită caracterizată de o semiaxă mare de 2,5505927 UAi, o excentricitate de 0,14, o înclinație de 2,11721 ° în raport cu ecliptica.